# Friedrich Albert Cremer
Friedrich Albert Cremer (* 22. April 1824 in Aachen; † 23. Juni 1891 in Wiesbaden) war ein deutscher Architekt und preußischer Baubeamter des Spätklassizismus und der Neorenaissance.

## Leben und Wirken
Der Sohn des Baumeisters Johann Peter Cremer und Bruder des ebenfalls als Architekt und Baumeister tätigen Robert Ferdinand Cremer erhielt zusammen mit seinem Bruder nach dem Abitur 1843 die erste Fachausbildung bei seinem Vater. Er studierte ab 1846 Architektur an der Berliner Bauakademie und schloss 1848 mit der Bauführerprüfung ab, die in etwa dem späteren 1. Staatsexamen entsprach. Danach durchlief er zunächst die praktische Ausbildung (Referendariat), u. a. bei der Wiederherstellung der Abteikirche St. Ludgerus in (Essen-) Werden (Ruhr) und bestand 1851 die Baumeisterprüfung (2. Staatsexamen). Anschließend war er zunächst in Berlin als Privatbaumeister tätig, entschied sich aber dann für eine preußische Beamtenkarriere und war zunächst ab dem Jahr 1855 als Wasserbaumeister beim Oberpräsidium in Koblenz beschäftigt und an den Planungen mehrerer Objekte auf dem Gebiet der heutigen Bundesländer Rheinland-Pfalz und Hessen beteiligt. Im Jahr 1859 wurde Cremer schließlich als Bauinspektor in die Ministerial-Baukommission in Berlin berufen, wo er zusammen mit Carl Johann Christian Zimmermann wenige Jahre später an den Planungen zur Erweiterung des Berliner Schuldgefängnisses an der Barnimstraße zu einem Frauengefängnis beteiligt war. Es folgten die Großaufträge für das Anatomische und Chemische Institut der Berliner Friedrich-Wilhelms-Universität. Hier verband Cremer in eindrucksvoller Art und Weise noch den Rundbogenstil der alten Berliner Schule im Sinne von August Orth und August Soller mit romanisierenden Elementen bei der Planung des anatomischen sowie mit Merkmalen hellenischer Neorenaissance beim chemischen Institut.
Im Jahre 1868 nahm er eine Stelle bei der Bezirksregierung Wiesbaden an und wurde dabei zum Regierungs- und Baurat befördert. Von hier aus leitete er unter anderem die Restaurierung des Limburger Doms sowie die Planung und den Bau des Wilhelmsturms in Dillenburg. 1889 wurde er zum Geheimen Baurat ernannt.

## Bauwerke (Auswahl)
- Mäuseturm bei Bingen (1857)
- Umbau des Königlichen Dienstgebäudes an der Niederwallstraße in Berlin (1859)
- Ecktürme am südlichen Querhaus sowie Restaurierung des Doms in Limburg an der Lahn (ab 1863)
- Königlich Preußisches Weibergefängnis in Berlin, Barnimstraße (1863–1864)
- Anatomisches Institut der Friedrich-Wilhelms-Universität und der Akademie der Wissenschaften in Berlin (1863–1865)[2][3]
- Schuldgefängnis in Berlin 1865[4][5]
- Chemisches Institut der Friedrich-Wilhelms-Universität und der Akademie der Wissenschaften in Berlin (1865–1867; zusammen mit Fritz Zastrau)[6][5]
- Fassade von Dienstwohnungen an der Dorotheenstraße in Berlin (1867)[7]
- Wilhelmsturm auf dem Schlossberg in Dillenburg (1872–1875)
- Klosterkirche der Abtei Mariawald in Heimbach (1887–1891)

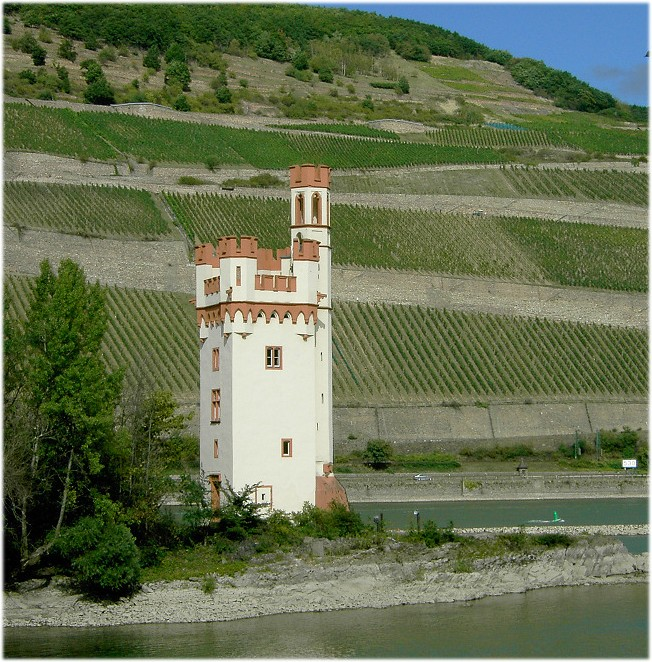
Mäuseturm Bingen
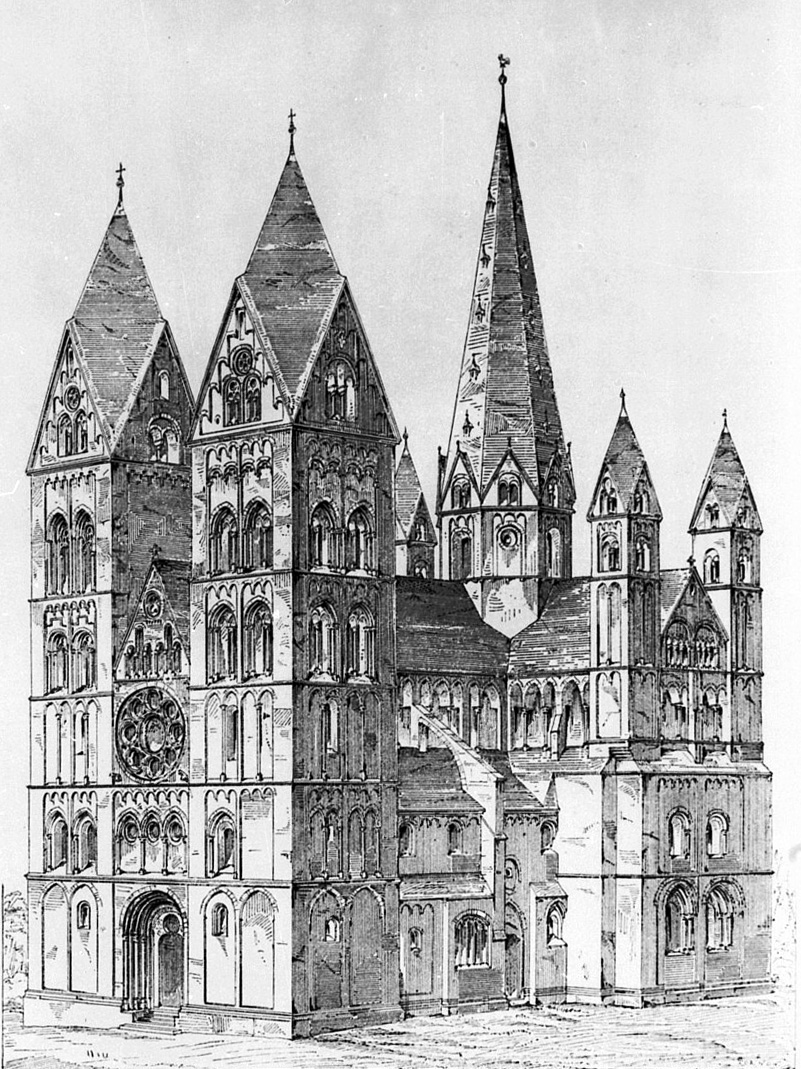
Limburger Dom 1884
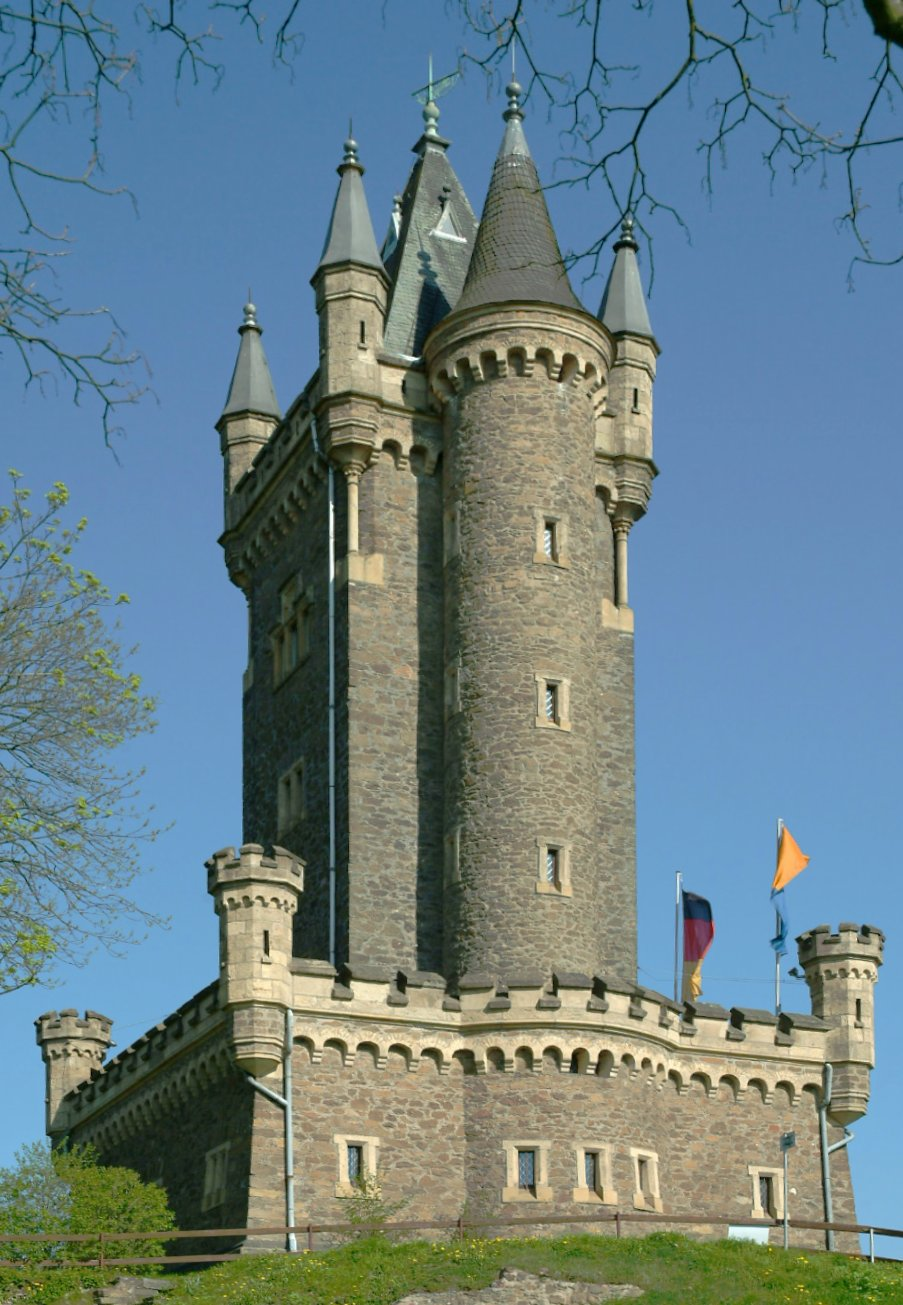
Wilhelmsturm Dillenburg
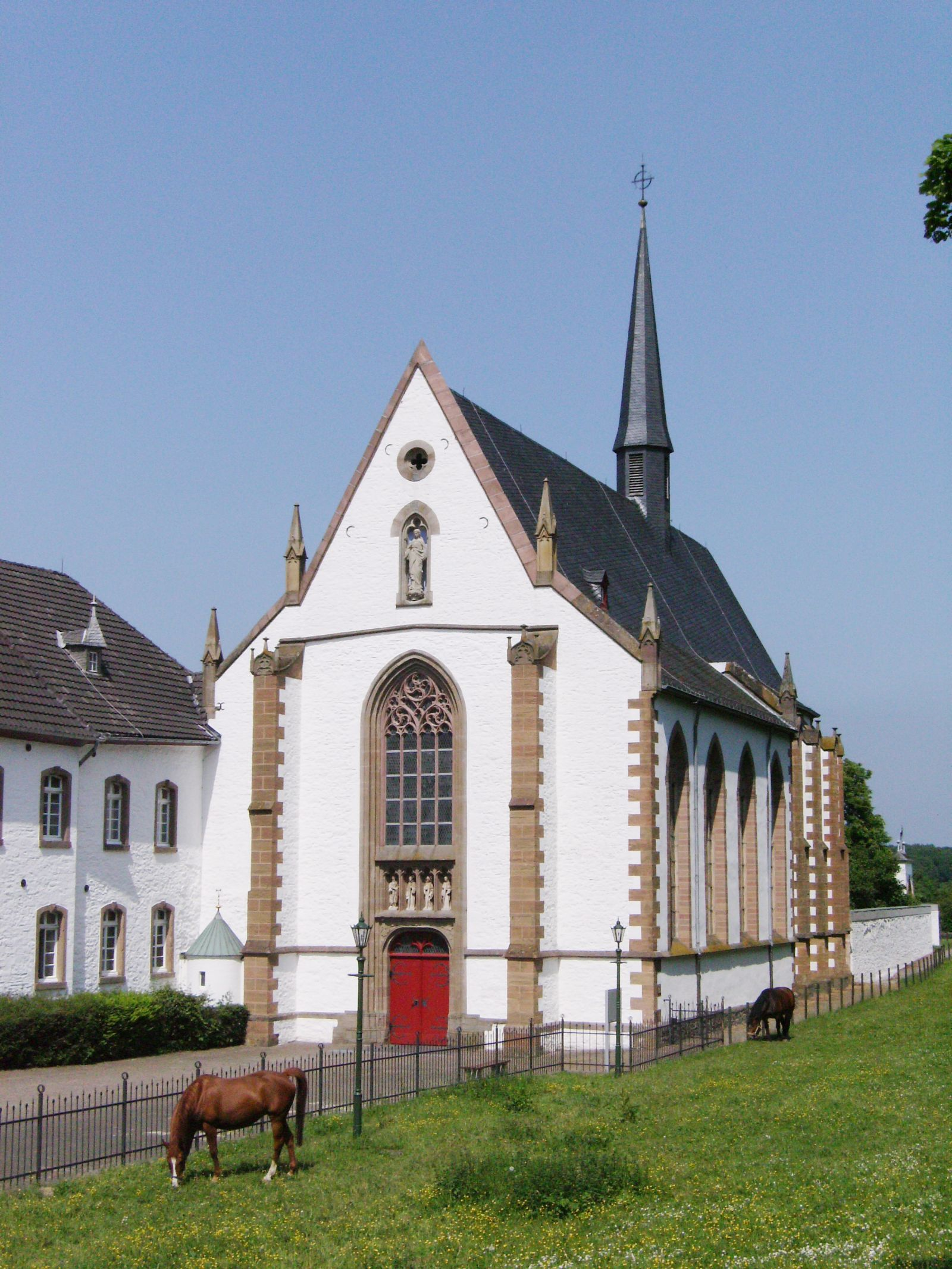
Klosterkirche Abtei Mariawald

## Weblink und Quellen
- Cremer, Friedrich Albert im Biographischen Künstlerlexikon